# 青梅市交通公園
青梅市交通公園（おうめしこうつうこうえん）とは、東京都青梅市にある交通公園である。

## 概要
青梅市交通公園は、交通ルールや交通マナーを学ぶことにより、交通事故に遭わないことを目的として設置された。1981年（昭和56年）10月3日開園、4日から一般公開された。1980年（昭和55年）10月に着工され、総事業費8億6000万円を投じて建設された。敷地面積は9900平方メートルで、保育園や幼稚園、小学校、交通少年団などが交通安全教室に利用してきた。近年は少子化により利用者は減少傾向にある。2017年（平成29年）の『青梅市公共施設等総合管理計画』は、管理棟が耐震基準を満たしていないことを指摘し、「廃止も含めてあり方を検討する」としている。2025年3月末に交通公園を閉鎖し、新たな公園として整備する予定。

## 公園内の施設
※公園内は外部より自転車の持ち込みも可能になっている。
- 交通公園施設 - 自転車・ゴーカート走行のためのコース
- 管理施設 - 公園の管理事務所・自転車保管庫
- 休養・修景施設 - ベンチ・東屋・花壇

## 周辺施設
- ほっともっと 青梅大門店
- ユニクロ 青梅店
- 東京都立青峰学園
- 東京都立青梅看護専門学校